# خوسيه ألديريت
خوسيه ألديريت (بالإسبانية: Elías Alderete)‏ هو لاعب كرة قدم أرجنتيني في مركز الهجوم، ولد في 30 يوليو 1995 في مدينة سان ميغيل، بوينس آيرس في الأرجنتين. لعب مع تشاكاريتا جيونيورز.

## وصلات خارجية
- خوسيه ألديريت على موقع قاعدة بيانات كرة القدم.إي يو (الإنجليزية)
- خوسيه ألديريت على موقع Soccerway.com (الإنجليزية)